# Sd.Kfz. 124 Wespe
El Sd.Kfz. 124 Wespe, o Leichte Feldhaubitze 18 auf Fahrgestell Panzerkampfwagen II, fue un vehículo de artillería autopropulsada desarrollada y utilizada durante la Segunda Guerra Mundial para la Wehrmacht (ejército alemán). Estaba basado en el chasis del Panzer II. 

## Historia y desarrollo
En 1940, durante la Batalla de Francia, se hizo evidente que el principal tanque de las fuerzas alemanas, el Panzer II, no era apto como solución directa contra otros vehículos de combate. Aunque la mecánica era buena, podía ser destruido por tanques inferiores. Por tanto, cuando se planteó la necesidad de un vehículo de artillería autopropulsada, el Panzer II fue una elección natural, se retiraban los vehículos que estaban de servicio en el frente y se prolongaba su vida útil.
El sistema autopropulsado Wespe, fue diseñado por la firma Altmärkische Kettenwerk GmbH  (Alkett) en  Berlin-Borsigwalde a principios de 1942, siendo escogido como el montaje autopropulsado para el obús de campaña ligero leFH 18 de 105 mm producido por Rheinmetall-Borsig.
El Wespe fue construido sobre el chasis del Pz.Kpfw. II, alargando su chasis e instalando el motor en la parte delantera, la parte frontal fue alargada y el sistema de refrigeración totalmente rediseñado, asimismo la suspensión fue modificada, reduciendo los rodillos de retorno a tres y añadiendo amortiguadores en las ruedas a fin de absorber el retroceso del cañón. El conductor iba instalado en un pequeño compartimento en la parte delantera cerca de la transmisión y separado del resto de la tripulación en la parte trasera de la estructura en la que se instalaron placas laterales. 
Con el fin de suministrar a las baterías "Wespe" munición en el campo, se produjo un transporte de municiones desarmado designado  Munitions Sf auf Fgst PzKpfw II. El vehículo era un "Wespe" regular sin el armamento principal con capacidad para llevar  90 rondas de munición y era operado por una tripulación de tres hombres, y eran capaces de montar el obús, si es necesario.
La producción de los vehículos se llevó a cabo en diferentes plantas, principalmente por FAMO (Fahrzeug und Motorenbau GmbH) en Breslau y Vereinigte Maschinenwerke/Famo Warschau (ex PZInz) en Varsovia. Inicialmente, se ordenaron 1000 vehículos pero a finales de 1943, la orden fue reducida a 835, incluyendo transportes de munición. Desde febrero de 1943 hasta julio/agosto de 1944 fueron producidos 676 Wespe junto con 159 transportes de municiones. 
El "Wespe" salió al campo de batalla por primera vez en 1943, en el Frente Oriental, y tuvo tanto éxito que Hitler ordenó a todos los Panzer II que se reservaran solo a la producción de los "Wespe", descartando otros proyectos como el Marder II. Se asignaban a los batallones de artillería panzer (Panzerartillerie Abteilungen) de las divisiones Panzer o Panzergrenadier junto a los vehículos de artillería autopropulsada pesados Sd.Kfz. 165 Hummel.
Hoy en día pueden verse ejemplares del Wespe en el Musee Blindes en Saumur , Francia; el Memorial Museum en Bayeux , Francia; BWB Wehrtechnische Studiensammiung en Coblenza, Alemania; Deutsches Panzermuseum de Munster, y el NIIBT en Kubinka, Rusia.